# 287 Нефтида
287 Нефтида (287 Nephthys) — астероїд головного поясу, відкритий 25 серпня 1889 року К. Г. Ф. Петерсом.